# Lennart Aschenbrenner
Lennart Aschenbrenner, född 16 november 1943 i Perstorp, är en svensk bildkonstnär, grafiker och skulptör.

## Biografi
Lennart Aschenbrenner är son till måleriarbetaren Guido Aschenbrenner och hans hustru Inga, född Bengtsson. Han var gift 1967–1978 med Maria Aschenbrenner (född Godenius) och deras dotter är Jenny Aschenbrenner.

### Studier och utställningar
Aschenbrenner inledde sina konstnärsstudier vid Skånska målarskolan i Malmö 1960–1961 och studerade sedan för Robert Askou-Jensen i Köpenhamn 1962 samt vid Konsthögskolan i Stockholm 1962–1968 med bland andra Lennart Rodhe som lärare. Debuten skedde i en samlingsutställning med Skånes konstförening på Galleri Thalia i Malmö 1963 tillsammans med Gert Aspelin och Gunnar Nordin, medan hans första separatutställning hölls 1967 på Galleri Observatorium i Stockholm. Sedan dess har han ställt ut separata på många platser i Sverige och även internationellt i bland annat Berlin, Paris, Madrid, Bryssel och Helsingfors. En stor retrospektiv utställning, Aschenbrenner Fyra decennier, hölls 2004 på Prins Eugens Waldemarsudde i Stockholm. Han har också deltagit i internationella samlingsutställningar som Young Artists i New York, 13:e grafikbiennalen i Ljubljana, International Impact Art Festival i Kyoto och 3e Europäische Grafikbiennale i Baden-Baden. 

### Konstform och inriktining
Aschenbrenner använder sig av olika tekniker i sina konstframställningar, som består av såväl måleri och grafik som skulptur, gärna i form av kollage med fragment eller delar av t.ex. varuetiketter eller andra vardagliga föremål. Han målar ofta i stort format och gör också litografier och serigrafi. Han har även gjort torrnålsgravyrer och i samarbete med tryckaren Ole Larsen arbetat med koppargrafik. Aschenbrenner är känd för att i sitt konstnärskap fånga upp något flyktigt, obetydligt eller bortglömt föremål och ge det tyngd och betydelse på målarduken. I hans konstverk från 1960- och 1970-talet var det ofta vardaliga objekt som stod i fokus, som exempelvis upphittade kapsyler, tablettaskar, glasspinnar, kuvert eller fragment av en biljett eller ett omslagspapper, men även faderns välanvända målarverktyg eller en pennstump och en skrivbok från skoltiden. På 1980-talet började han även använda objekt från naturen, som löv, stenar och kvistar, i sina framställningar, där föremålen ofta avtecknar sig mot en färglagd bakgrund och där penseldrag och färg ger intryck av rörelse.
Från början var Aschenbrenner starkt influerad av popkonstens vardagsrealism, men över tid har hans konst blivit mer stämningsmättad, när föremål, djur och intryck från naturen tagit plats i figurkompositionerna. På 2000-talet har han även anlitats som designer av mönster till mattor, och genom åren har han utfört offentliga konstverk på flera platser i Sverige, bland annat utsmyckningar på en gågata i Västerås, i gymnasieskolan i Finspång och i Lindängens bostadsområde i Malmö, samt i Karolinska universitetssjukhuset Huddinge. Han har också gjort illustrationer, vinjetter och omslag till böcker och tillsammans med Magnus Hedlund och Claes Hylinger har han publicerat böckerna I Göteborg (1978), Kvar i Göteborg (1992) och Regnet föll över Järntorget (2000), samt tillsammans med Niklas Rådström Bok. Tolv etsningar och en svit prosadikter (1988). 

### Representation
Aschenbrenner är representerad bland annat vid Moderna museet, Malmö museum, Skissernas museum i Lund, Norrköpings konstmuseum, Eskilstuna konstmuseum, Kalmar konstmuseum, Borås konstmuseum, Kristianstads museum, Ystads konstmuseum, Rooseum i Malmö, Nordjyllands konstmuseum, Nordisk Grafiksamling i Reykjavik, Institut Tessin i Paris, Fondation Provence‑Cote d'Azur i Marseille och Warszawa museum.